# Adolf Kainz
Adolf Kainz   (Linz, 5 de juny de 1903 - 12 de juliol de 1948) fou un piragüista austríac que va competir durant la dècada de 1930.
El 1936 va prendre part en els Jocs Olímpics de Berlín on, fent parella amb Alfons Dorfner, guanyà la medalla d'or en la competició del K-2, 1.000 metres del programa de piragüisme. Amb el mateix company fou quart en la prova dels K-2, 10.000 metres. Dos anys més tard, formant part de l'equip alemany després de l'annexió d'Àustria, guanyà la medalla de bronze al Campionat del Món de Vaxholm.